# Nonvilliers-Grandhoux
Nonvilliers-Grandhoux is een gemeente in het Franse departement Eure-et-Loir (regio Centre-Val de Loire) en telt 316 inwoners (1999). De plaats maakt deel uit van het arrondissement Nogent-le-Rotrou.

## Geografie
De oppervlakte van Nonvilliers-Grandhoux bedraagt 21,0 km², de bevolkingsdichtheid is 15,0 inwoners per km².
De onderstaande kaart toont de ligging van Nonvilliers-Grandhoux met de belangrijkste infrastructuur en aangrenzende gemeenten.

## Demografie
Onderstaande figuur toont het verloop van het inwonertal (bron: INSEE-tellingen).